# Kołdów
Kołdów est une localité polonaise de la gmina de Błaszki, située dans le powiat de Sieradz en voïvodie de Łódź.